# Hermann Meyerhoff
Hermann Peter Eduard Maria Meyerhoff (* 27. Mai 1888 in Göttingen; † 3. Juli 1970 in Gütersloh) war Bürgermeister und Oberstadtdirektor der Stadt Herne.

## Leben
Hermann Meyerhoff studierte nach dem Abitur im Jahre 1910 Rechtswissenschaften und Staatswissenschaften in Bonn, Freiburg und München und absolvierte 1913 seine erste juristische Staatsprüfung. Er war Mitglied der Studentenverbindung Akademischer Juristenverein Bonn (heute: AV Rheno-Colonia Köln). Er nahm am Ersten Weltkrieg als Artillerieoffizier teil und geriet in Kriegsgefangenschaft. Nach dem Assessorexamen  zunächst als Magistratsassessor und später als Magistratsrat bei der Stadtverwaltung Geestemünde eingesetzt, war er zuletzt Senator im Finanzdezernat der Stadt Wesermünde. In der Zeit vom 27. Juni 1927 bis zum 10. April 1945 war Meyerhoff zweiter Bürgermeister der Stadt Herne. Während dieser Zeit war er auch Stadtkämmerer und von August 1942 bis April 1943 mit der Wahrnehmung der Geschäfte des Oberbürgermeisters beauftragt.
Die Militärregierung setzte ihn am 21. April 1945 als ersten Bürgermeister ein. Seine Wahl zum Oberstadtdirektor in Herne erfolgte am 3. März 1947. Er widmete sich als Oberstadtdirektor vor allem dem Wiederaufbau der kriegszerstörten Stadt, bis er am 31. Mai 1953 in den Ruhestand trat.
Meyerhoff gehörte zunächst dem Zentrum an und war von 1933 an parteilos. Von 1946 bis 1953 war er Mitglied des Westfälischen Provinzialausschusses.